# Retino da plancton

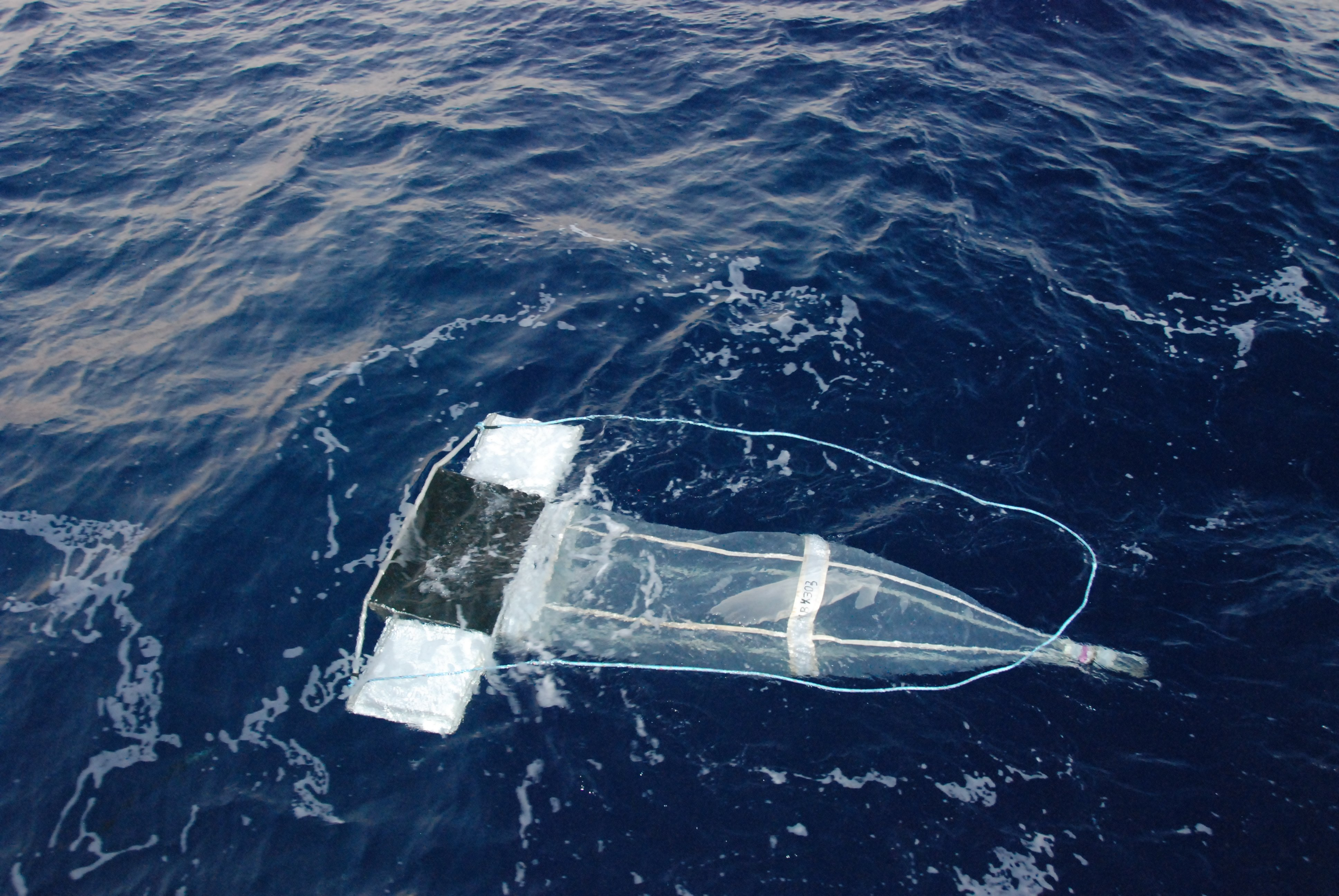
Un retino da plancton in immersione

Il Retino da plancton è uno strumento utilizzato in Oceanografia ed in Biologia marina per catturare gli organismi del plancton per scopi scientifici.
Un retino da plancton non è in linea di massima diverso da una rete a strascico se non per le dimensioni di attrezzo e maglie della rete, è infatti composto da una cornice rigida attorno all'imboccatura dell'attrezzo e da un sacco conico che termina con un'apposita camera da cui il pescato può essere estratto. Spesso si usano due retini da plancton di grosse dimensioni accoppiati, in tal caso prendono il nome di bongo. I retini più moderni possono essere dotati di un meccanismo di sgancio che impedisce al retino di pescare quando viene recuperato ed attraversa strati d'acqua diversi da quelli oggetto della ricerca. Esistono perfino retini dotati di più reti con maglie diverse che possono entrare in azione a profondità o in momenti diversi.